# Miotoxina
Miotoxinas são peptídeos encontrado na peçonha de cobras (como na cascavel), e lagartos  (como o lagarto-de-contas). A miotoxicidade envolve um mecanismo não enzimático que leva a severa necrose do músculo. Esses peptídeos agem rapidamente, causando paralisia instantânea para prevenir que a presa escape, levando a eventual morte por paralisia do músculo diafragma.
A primeira miotoxina a ser identificada e isolada foi a crotamina, do veneno da Crotalus durissus terrificus, uma cascavel sul-americana, pelo cientista brasileiro José Moura Gonçalves, na década de 1950. Sua ação biológica, estrutura molecular e genes responsáveis por sua síntese foram todos desvendados nas últimas duas décadas.